# زورا کولینسکا
زورا کولینسکا (اسلواکی: Zora Kolínska; ۲۷ ژوئیهٔ ۱۹۴۱ – ۱۷ ژوئن ۲۰۰۲) بازیگر، و خواننده اهل کشور اسلواکی بود.
از فیلم‌ها یا برنامه‌های تلویزیونی که وی در آن نقش داشته‌است می‌توان به خانه خوبرویان خفته اشاره کرد.